# 癸酸睾酮
癸酸睾酮，分子式C29H46O3，是一种雄激素和同化類固醇（AAS）药物，是睾酮17β羟基的癸酸酯化产物。